# Vilaietul Dunării
Vilaietul Dunării sau Vilaietul Dunărean (în turcă otomană ولايت طونه, transliterat: Vilâyet-i Tuna; în bulgară Дунавски вилает, transliterat: Dunavski vilaet sau Дунавска област) a fost o diviziune administrativă de prim nivel (vilaiet) a Imperiului Otoman din 1864 până în 1878. Avea o suprafață de 88.000 km².
Vilaietul a fost creat din partea de nord a eyaletului Silistra aflată de-a lungul Dunării și din eyaleturile Niš⁠(d), Vidin și Silistra. Acest vilaiet era menit să devină o provincie model, evidențiind toate progresele realizate de Poartă prin reformele modernizatoare Tanzimat. Aveau să apară și alte vilaiete modelate după vilaietul Dunării în întregul Imperiu până în 1876, cu excepția Peninsulei Arabe și a Egiptului de atunci, care era semi-independent. Rusciuc, astăzi Ruse din Bulgaria, a fost ales drept reședință a vilaietului datorită poziției sale ca port-cheie la Dunăre pentru otomani.
Provincia a dispărut după Războiul Ruso-Turc din 1877–1878, când partea sa de nord-est (Dobrogea de Nord) a fost încorporată în România, extremitatea sa vestică în Serbia, iar regiunile centrale și sudice au format cea mai mare parte a Principatului autonom al Bulgariei și o parte a Rumeliei Orientale.

## Frontiere și diviziuni administrative
La înființarea sa în 1864, vilaietul Dunării cuprindea următoarele sangeacuri:
1. Sangeacul Tulcea
2. Sangeacul Varna
3. Sangeacul Rusciuc
4. Sangeacul Tărnovo
5. Sangeacul Vidin⁠(d)
6. Sangeacul Sofia⁠(d)
7. Sangeacul Niš

În 1868, sangeacul Niš a fost transferat vilaietului Prizren.
În 1876, sangeacul Sofia a format împreună cu sangeacul Niš vilaietul Sofia, care a avut însă o existență scurtă, trecând la vilaietele Adrianopol și respectiv Kosovo doar un an mai târziu, în 1877.

## Guvernarea
Midhat Pașa⁠(d) a fost primul valiu al vilaietului între 1864–1868. În timpul său ca guvernator, pe Dunăre au fost înființate linii de vapoare⁠(d); a fost finalizată calea ferată Ruse-Varna; au fost introduse cooperativele de credit agricol care furnizau fermierilor împrumuturi cu dobândă redusă; Au fost oferite și stimulente fiscale⁠(d) pentru a încuraja noile întreprinderi industriale.
Primul ziar oficial de vilaiet din Imperiul Otoman, Tuna/Dunav, a fost publicat bilingv, în turca otomană și în bulgară, și avea redactori atât otomani, cât și bulgari. Printre redactorii săi șefi s-au numărat Ismail Kemal și Ahmed Midhat Efendi.
Vilaietul avea o Adunare Administrativă care includea funcționari de stat numiți de guvernul otoman, precum și șase reprezentanți (trei musulmani și trei nemusulmani) aleși dintre locuitorii provinciei. Nemusulmanii participau și la tribunalele penale și comerciale provinciale care se bazau pe un cod de procedură secular. Au fost introduse și școli mixte musulman-creștine, dar această reformă a fost oprită după ce a întâmpinat o puternică opoziție a populației.

## Guvernatorii
Guvernatorii vilaietului au fost: 
- Hafiz Ahmed Midhat Shefik Pasha⁠(d) (octombrie 1864 - martie 1868)
- Mehmed Sabri Pasha (martie 1868 - decembrie 1868)
- Arnavud Mehmed Akif Pașa (februarie 1869 - octombrie 1870)
- Kücük ömer Fevzi Pașa (octombrie 1870 - octombrie 1871)
- Ahmed Rasim Pașa (octombrie 1871 - iunie 1872)
- Ahmed Hamdi Pașa⁠(d) (iunie 1872 - aprilie 1873)
- Abdurrahman Nureddin Pașa⁠(d) (aprilie 1873 - aprilie 1874)
- Mehmed Asim Pașa (aprilie 1874 - septembrie 1876)
- Halil Rifat Pașa⁠(d) (octombrie 1876 - februarie 1877)
- Oman Mazhar Ahmed (1876–1877)

## Demografie
În 1865, în provincie (cu excepția sangeacului Niš) locuiau 658.600 (40,51%) de musulmani și 967.058 (59,49%) de nemusulmani, inclusiv femei; față de aproximativ 569.868 (34,68%) musulmani, în afară de imigranți și 1.073.496 (65,32%) de nemusulmani în 1859–1860. Circa 250.000–300.000 de imigranți musulmani din Crimeea și Caucaz fuseseră aduși în această regiune între 1855 și 1864.Populația masculină a vilaietului Dunării (exclusiv sangeacul Niš) în 1865 conform Kuyûd-ı Atîk (editura vilaietului Dunării):
Grupuri etno-confesionale în vilaietul Dunării conform Registrului populației din 1865
     Bulgari (56,22%)
     Musulmani (40,31%)
     Vlahi (0,92%)
     Armeni⁠(d) (0,86%)
     Greci (0,6%)
     Evrei⁠(d) (0,44%)
     Romi creștini (0,44%)
     Romi musulmani (0,2%)
| Comunitate            | Sangeacul Rusciuc | Sangeacul Vidin | Sangeacul Varna | Sangeacul Tırnova | Sangeacul Tulcea | Sangeacul Sofia | Vilaietul Dunării |
| --------------------- | ----------------- | --------------- | --------------- | ----------------- | ---------------- | --------------- | ----------------- |
| Miletul islamic       | 138.017 (61%)     | 14.835 (13%)    | 38.230 (74%)    | 77.539 (40%)      | 38.479 (65%)     | 20.612 (12%)    | 327.712 (40%)     |
| Romi musulmani        | 312 (0%)          | 245 (0%)        | 118 (0%)        | 128 (0%)          | 19 (0%)          | 766 (0%)        | 1.588 (0%)        |
| Miletul bulgarilor⁠(d) | 85.268 (38%)      | 93.613 (80%)    | 9.553 (18%)     | 113.213 (59%)     | 12.961 (22%)     | 142.410 (86%)   | 457.018 (56%)     |
| Miletul vlahilor      | 0 (0%)            | 7.446 (6%)      | 0 (0%)          | 0 (0%)            | 0 (0%)           | 0 (0%)          | 7.446 (1%)        |
| Miletul armenilor     | 926 (0%)          | 0 (0%)          | 368 (1%)        | 0 (0%)            | 5.720 (10%)      | 0 (0%)          | 7.014 (1%)        |
| Miletul romeilor⁠(d)   | 0 (0%)            | 0 (0%)          | 2.639 (5%)      | 0 (0%)            | 2.215 (4%)       | 0 (0%)          | 4.908 (1%)        |
| Romi nemusulmani      | 145 (0%)          | 130 (0%)        | 999 (2%)        | 1.455 (1%)        | 92 (0%)          | 786 (0%)        | 3.607 (0%)        |
| Miletul evreilor      | 1.101 (0%)        | 630 (1%)        | 14 (0%)         | 0 (0%)            | 1 (0%)           | 1.790 (1%)      | 3.536 (0%)        |
| Total                 | 225.769 (100%)    | 116.899 (100%)  | 51.975 (100%)   | 192.335 (100%)    | 59.487 (100%)    | 166.364 (100%)  | 812.829 (100%)    |

Populația masculină musulmană și nemusulmană din vilaietul Dunării conform Salname-ului otoman pentru 1868:
| Sangeac | musulmani | musulmani | nemusulmani | nemusulmani | Total     |
| Sangeac | Număr     | %         | Număr       | %           | Total     |
| ------- | --------- | --------- | ----------- | ----------- | --------- |
| Rusciuc | 138.692   | 59,14%    | 95.834      | 40,86%      | 234.526   |
| Varna   | 58.689    | 73,86%    | 20.769      | 26,14%      | 79.458    |
| Vidin   | 25.338    | 16,90%    | 124.567     | 83,10%      | 149.905   |
| Sofia   | 24.410    | 14,23%    | 147.095     | 85,77%      | 171.505   |
| Tirnova | 71.645    | 40,73%    | 104.273     | 59,27%      | 175.918   |
| Tulcea  | 39.133    | 68,58%    | 17.929      | 41,42%      | 57.062    |
| Niš     | 54.510    | 35,18%    | 100.425     | 64,82%      | 154.935   |
| Total   | 412.417   | 40.30%    | 610.892     | 59.70%      | 1.023.309 |

Populația totală a vilaietului Dunării (excluzând sangeacul Niš) în 1876 estimată de avocatul francez Aubaret din registru:
| Comunitate           | Populația        |
| -------------------- | ---------------- |
| musulmani            | 1.120.000 (48%)  |
| incl. turci          | 774.000 (33%)    |
| incl. cerchezi       | 200.000 (8%)     |
| incl. tătari         | 110.000 (5%)     |
| incl. romi           | 35.000 (1%)      |
| nemusulmani          | 1.233.500 (52%)  |
| incl. bulgari        | 1.130.000 (48%)  |
| incl. romi           | 12.000 (1%)      |
| incl. greci          | 12.000 (1%)      |
| incl. evrei          | 12.000 (1%)      |
| incl. armeni         | 2.500 (0%)       |
| incl. vlahi și alții | 65.000 (3%)      |
| Total                | 2.353.000 (100%) |